# Royale Entente Sambreville
Royale Entente Sambreville was een Belgische voetbalclub uit Tamines in Sambreville. De club was aangesloten bij de KBVB met stamnummer 127 en had groen en wit als kleuren. De club speelde doorheen de twintigste eeuw meermaals enkele seizoenen in de nationale reeksen. In 2000 werd de club opgeheven.

## Geschiedenis
De club werd als Cercle Sportif Tamines opgericht in de eerste decennia van de twintigste eeuw. In 1921 fuseerde ze met Union FC Tamines als Entente Tamines en sloot de club zich aan bij de Belgische Voetbalbond, waar men bij de invoering van de stamnummers in 1926 stamnummer 127 kreeg toegekend.
In 1923 speelde de club voor het eerste in de nationale bevorderingsreeksen, in die tijd nationaal het tweede niveau. Tamines werd echter voorlaatste en zakte meteen weer.
In 1926 werd een derde klasse ingevoerd, die voortaan de nationale bevorderingsreeksen zou vormen. Tamines steeg en kon opnieuw nationaal spelen. Ook nu eindigde men voorlaatste en opnieuw degradeerde men na één seizoen. Een jaar later, in 1928, promoveerde men toch weer naar Bevordering. Het verblijf duurde er ditmaal twee seizoenen. In 1930 eindigde Tamines weer voorlaatste, en zakte opnieuw uit de nationale reeksen. Ook in 1933 keerde de club nog eens terug op het nationale niveau. Ook nu werd dit geen succes. Tamines werd laatste en zakte weer na een jaar.
De volgende twee decennia bleef Entente Tamines nu in de provinciale reeksen spelen. In 1956 slaagde de club er nog eens in te stijgen naar de nationale bevorderingsreeksen, nu gevormd door de Vierde Klasse, die een paar jaar eerder was ingevoerd. De club was ondertussen koninklijk geworden en heette Royale Entente Tamines. Men kon zich drie jaar handhaven in Vierde Klasse, maar een afgetekende laatste plaats in 1959 betekende opnieuw degradatie naar de provinciale reeksen. De club keerde in 1960 en 1964 nog even terug, maar telkens zonder succes. Telkens eindigde Tamines onderin en zakte het na een jaar. De club bleef de volgende drie decennia in de provinciale reeksen spelen.
In 1995 werd Entente Tamines kampioen in Eerste Provinciale en zo promoveerde de club nog eens naar de nationale Vierde Klasse. Tamines kon er zich handhaven in de middenmoot.
In 1997 ging men samen met Royale Union Sportive Falisolle, dat bij de voetbalbond was aangesloten met stamnummer 4415. De naam van de club gewijzigd zodat die verwees naar de naam van de gemeente Sambreville in plaats van de naam van het dorp Tamines: de naam werd Royale Entente Sambreville. In 1999 eindigde Sambreville als derde in zijn reeks en mocht voor het eerst naar de eindronde in Vierde Klasse. Daar verloor men echter van K. Lyra TSV. Het volgend seizoen kon men deze prestatie niet meer herhalen; Sambreville eindigde net boven de degradatieplaatsen. In 2000 werd de club echter opgedoekt.
Een andere club uit de gemeente, Royale Moignelée Sports, verhuisde van Moignelée naar Tamines en ging op de vrijgekomen gemeentelijke terreinen spelen. Deze club was sinds de jaren 20 aangesloten bij de Belgische Voetbalbond met stamnummer 708. De naam van die club werd Royale Union Sambrevilloise. Nog een andere club uit Tamines, het jongere JS Taminoise, maakte in die tijd opgang en nestelde zich in de nationale reeksen.

## Resultaten
| Als Entente Tamines                   |   |    |     |    |   |                                           |                                           |                                                            |                                           |                                           |                                           |                                           |                                           |                                           |                                           |                                           |                                           |                                           |
| 1923/24                               |   | 13 |     |    |   | Promotie B                                | 7                                         |                                                            |                                           |                                           |                                           |                                           |                                           |                                           |                                           |                                           |                                           |                                           |
| 1924/25                               |   |    | ?   |    |   | Prov. reeksen                             | ?                                         |                                                            |                                           |                                           |                                           |                                           |                                           |                                           |                                           |                                           |                                           |                                           |
| 1925/26                               |   |    | 1   |    |   | Prov. reeksen                             | ?                                         |                                                            |                                           |                                           |                                           |                                           |                                           |                                           |                                           |                                           |                                           |                                           |
|                                       | I | II | III | P  |   | Vanaf 1926/27 zijn er 3 nationale niveaus | Vanaf 1926/27 zijn er 3 nationale niveaus | Vanaf 1926/27 zijn er 3 nationale niveaus                  | Vanaf 1926/27 zijn er 3 nationale niveaus | Vanaf 1926/27 zijn er 3 nationale niveaus | Vanaf 1926/27 zijn er 3 nationale niveaus | Vanaf 1926/27 zijn er 3 nationale niveaus | Vanaf 1926/27 zijn er 3 nationale niveaus | Vanaf 1926/27 zijn er 3 nationale niveaus | Vanaf 1926/27 zijn er 3 nationale niveaus | Vanaf 1926/27 zijn er 3 nationale niveaus | Vanaf 1926/27 zijn er 3 nationale niveaus | Vanaf 1926/27 zijn er 3 nationale niveaus |
| 1926/27                               |   |    | 13  |    |   | Bevordering C                             | 18                                        |                                                            |                                           |                                           |                                           |                                           |                                           |                                           |                                           |                                           |                                           |                                           |
| 1927/28                               |   |    |     | ?  |   | Prov. reeksen                             | ?                                         |                                                            |                                           |                                           |                                           |                                           |                                           |                                           |                                           |                                           |                                           |                                           |
| 1928/29                               |   |    | 7   |    |   | Bevordering B                             | 24                                        |                                                            |                                           |                                           |                                           |                                           |                                           |                                           |                                           |                                           |                                           |                                           |
| 1929/30                               |   |    | 13  |    |   | Bevordering B                             | 13                                        |                                                            |                                           |                                           |                                           |                                           |                                           |                                           |                                           |                                           |                                           |                                           |
| Als Royale Entente Tamines            |   |    |     |    |   |                                           |                                           |                                                            |                                           |                                           |                                           |                                           |                                           |                                           |                                           |                                           |                                           |                                           |
| 1930/31                               |   |    | 14  |    |   | Bevordering C                             | 15                                        |                                                            |                                           |                                           |                                           |                                           |                                           |                                           |                                           |                                           |                                           |                                           |
| Provinciaal voetbal van 1931 tot 1956 |   |    |     |    |   |                                           |                                           |                                                            |                                           |                                           |                                           |                                           |                                           |                                           |                                           |                                           |                                           |                                           |
|                                       | I | II | III | IV | P | Vanaf 1952/53 zijn er 4 nationale niveaus | Vanaf 1952/53 zijn er 4 nationale niveaus | Vanaf 1952/53 zijn er 4 nationale niveaus                  | Vanaf 1952/53 zijn er 4 nationale niveaus | Vanaf 1952/53 zijn er 4 nationale niveaus | Vanaf 1952/53 zijn er 4 nationale niveaus | Vanaf 1952/53 zijn er 4 nationale niveaus | Vanaf 1952/53 zijn er 4 nationale niveaus | Vanaf 1952/53 zijn er 4 nationale niveaus | Vanaf 1952/53 zijn er 4 nationale niveaus | Vanaf 1952/53 zijn er 4 nationale niveaus | Vanaf 1952/53 zijn er 4 nationale niveaus | Vanaf 1952/53 zijn er 4 nationale niveaus |
| 1956/57                               |   |    |     | 12 |   | Vierde klasse B                           | 23                                        |                                                            |                                           |                                           |                                           |                                           |                                           |                                           |                                           |                                           |                                           |                                           |
| 1957/58                               |   |    |     | 9  |   | Vierde klasse D                           | 29                                        |                                                            |                                           |                                           |                                           |                                           |                                           |                                           |                                           |                                           |                                           |                                           |
| 1958/59                               |   |    |     | 16 |   | Vierde klasse C                           | 9                                         |                                                            |                                           |                                           |                                           |                                           |                                           |                                           |                                           |                                           |                                           |                                           |
| 1959/60                               |   |    |     |    | 1 | Eerste prov. Namen                        | ?                                         |                                                            |                                           |                                           |                                           |                                           |                                           |                                           |                                           |                                           |                                           |                                           |
| 1960/61                               |   |    |     | 15 |   | Vierde klasse A                           | 12                                        |                                                            |                                           |                                           |                                           |                                           |                                           |                                           |                                           |                                           |                                           |                                           |
| 1961/62                               |   |    |     |    | 1 | Eerste prov. Namen                        | ?                                         |                                                            |                                           |                                           |                                           |                                           |                                           |                                           |                                           |                                           |                                           |                                           |
| 1962/63                               |   |    |     |    | ? | Eerste prov. Namen                        | ?                                         |                                                            |                                           |                                           |                                           |                                           |                                           |                                           |                                           |                                           |                                           |                                           |
| 1963/64                               |   |    |     |    | 1 | Eerste prov. Namen                        | ?                                         |                                                            |                                           |                                           |                                           |                                           |                                           |                                           |                                           |                                           |                                           |                                           |
| 1964/65                               |   |    |     | 16 |   | Vierde klasse D                           | 14                                        |                                                            |                                           |                                           |                                           |                                           |                                           |                                           |                                           |                                           |                                           |                                           |
| Provinciaal voetbal van 1965 tot 1996 |   |    |     |    |   |                                           |                                           |                                                            |                                           |                                           |                                           |                                           |                                           |                                           |                                           |                                           |                                           |                                           |
| 1995/96                               |   |    |     |    | 1 | Eerste prov. Namen                        | ?                                         |                                                            |                                           |                                           |                                           |                                           |                                           |                                           |                                           |                                           |                                           |                                           |
| 1996/97                               |   |    |     | 7  |   | Vierde klasse D                           | 43                                        |                                                            |                                           |                                           |                                           |                                           |                                           |                                           |                                           |                                           |                                           |                                           |
| Als Royale Entente Sambreville        |   |    |     |    |   |                                           |                                           |                                                            |                                           |                                           |                                           |                                           |                                           |                                           |                                           |                                           |                                           |                                           |
| 1997/98                               |   |    |     | 6  |   | Vierde klasse D                           | 40                                        |                                                            |                                           |                                           |                                           |                                           |                                           |                                           |                                           |                                           |                                           |                                           |
| 1998/99                               |   |    |     | 3  |   | Vierde klasse D                           | 52                                        | Verlies (0-2) tegen K. Lyra TSV in eindrond voor promotie. |                                           |                                           |                                           |                                           |                                           |                                           |                                           |                                           |                                           |                                           |
| 1999/00                               |   |    |     | 12 |   | Vierde klasse D                           | 31                                        |                                                            |                                           |                                           |                                           |                                           |                                           |                                           |                                           |                                           |                                           |                                           |